# (25535) 1999 XF144
1999 أكس أف 144 (ويعرف أيضًا باسم (25535) 1999 أكس أف 144 وفق تسمية الكوكب الصغير) (بالإنجليزية: 1999 XF144)‏ هو كويكب ضمن حزام الكويكبات؛ وترتيبه 25535 من حيث الاكتشاف.
اكتُشف هذا الجُرم الفلكي بواسطة Charles W. Juels ‏ في 15 ديسمبر 1999.

## وصلات خارجية
- (25535) 1999 XF144 في قاعدة بيانات مختبر الدفع النفاث لأجرام النظام الشمسي الصغيرة

- الاكتشاف · مخطط المدار ·  العناصر المدارية · المعلمات المادية

- (25535) 1999 XF144 على موقع ويكي سكاي: DSS2, SDSS, GALEX, IRAS, Hydrogen α, X-Ray, Astrophoto, Sky Map, Articles and images